# Shahrestān di Qasr-e-Shirin
Lo shahrestān di Qasr-e-Shirin (farsi شهرستان قصر شیرین) è uno dei 14 shahrestān della provincia di Kermanshah, il capoluogo è Qasr-e-Shirin. Lo shahrestān è suddiviso in 2 circoscrizioni (bakhsh): 
- Centrale (بخش مرکزی)
- Sumar (بخش سومار)